# Moneta Czech Open 2020
Il Moneta Czech Open 2020 è stato un torneo maschile di tennis giocato sulla terra rossa. È stata la 27ª edizione del torneo, facente parte della categoria Challenger nell'ambito dell'ATP Challenger Tour 2020. È stato giocato al Prostějov Tennis Complex di Prostějov, in Repubblica Ceca, dal 7 al 12 settembre 2020.

## Partecipanti

### Teste di serie
| Nazionalità | Giocatore         | Ranking* | Testa di serie |
| ----------- | ----------------- | -------- | -------------- |
| Spagna      | Pablo Andújar     | 56       | 1              |
| Rep. Ceca   | Jiří Veselý       | 67       | 2              |
| Italia      | Stefano Travaglia | 87       | 3              |
| Spagna      | Jaume Munar       | 105      | 4              |
| Spagna      | Pedro Martínez    | 106      | 5              |
| Polonia     | Kamil Majchrzak   | 107      | 6              |
| Giappone    | Tarō Daniel       | 112      | 7              |
| Russia      | Evgenij Donskoj   | 114      | 8              |

* Ranking al 31 agosto 2020.

### Altri partecipanti
I seguenti giocatori hanno ricevuto una wild card per il tabellone principale:
- Zdeněk Kolář
- Jiří Lehečka
- Dalibor Svrčina

I seguenti giocatori sono entrati in tabellone come special exempt:
- Tallon Griekspoor
- Aslan Karacev

I seguenti giocatori sono passati dalle qualificazioni:
- Frederico Ferreira Silva
- Filip Horanský
- Roman Safiullin
- Aleksandar Vukic

I seguenti giocatori sono entrati in tabellone come lucky loser:
- Dmitry Popko
- Lukáš Rosol

## Punti e montepremi
| Torneo    | Torneo              | V      | F      | SF    | QF    | 2T    | 1T    | Q | Q2  | Q1  |
| Singolare | Punti               | 125    | 75     | 45    | 25    | 10    | 0     | 5 | 1   | 0   |
| Singolare | Premi in denaro (€) | 18 290 | 10 770 | 6 370 | 3 710 | 2 180 | 1 320 | – | 660 | 330 |
| Doppio    | Punti               | 125    | 75     | 45    | 25    | –     | 0     | – | –   | –   |
| Doppio    | Premi in denaro (€) | 7 870  | 4 570  | 2 740 | 1 630 | –     | 920   | – | –   | –   |

## Campioni

### Singolare
Kamil Majchrzak ha sconfitto in finale  Pablo Andújar con il punteggio di 6–2, 7–6(5).

### Doppio
- Zdeněk Kolář /  Lukáš Rosol hanno sconfitto in finale  Sriram Balaji /  Divij Sharan con il punteggio di 6–2, 2–6, [10–6].